# 絕代雙驕
《絕代雙驕》，古龍1966年至1969年2月發表的武俠小說，共126章。是古龍武俠小說的一個里程碑和代表作。該小說被多次改編成同名影視作品、電子遊戲、漫畫和廣播劇。
古龍把《絕代雙驕》歸納為他中期創作的最後一部。《絕代雙驕》的問世，使古龍的新派武俠小說不僅超過了與他齊名的臥龍生、司馬翎、諸葛青雲，而且令他的聲譽也不亞於梁羽生。因此，《絕代雙驕》是古龍小說的一個里程碑。它標誌了古龍武俠小說風格的真正成熟。
《絕代雙驕》雖「曾被倪匡補了二十幾天的稿子」，但後來也是由古龍親自增修完成。該書亦是古龍唯一一本親自重新修訂的作品，也是單個故事裏篇幅字數最長的武俠小說。

## 重要版本
舊本：
- 香港《武俠與歷史》連載（1966.02-1969.03）
- 《春秋. 公論報》於1966.5.31連載79集
- 台灣春秋本（1966.09-1969.02，64集，128章）
- 香港武林本（1976.秋）——港澳翻印本（「華新」7冊本）——香港環球本（1994.夏）
- 香港《武俠春秋》連載（274-339期，1976-1978，冠名「最新修訂本」）

新本：
- 台灣桂冠本（1977）——港澳翻印本（「華新」4冊本、武功等）——內地各流傳本

## 故事概要
「天下第一美男子」江楓和「天下第一神劍」燕南天是生平摯友。一日，江楓在江湖受傷，被江湖上最神秘的門派移花宮的宮主救走。移花宫的兩位年輕宮主邀月、憐星同時愛上了風流倜儻的江楓，對他呵護倍至、青睞有加。可是江楓卻愛上了細心溫柔照顧他的婢女花月奴，兩人珠胎暗結，江楓決定帶著身懷六甲的花月奴逃跑。原本要去通知燕南天來接應江楓的書僮江琴卻將二人私奔的消息告知盜賊「十二星相」及移花宮主。移花宮主大受打擊之下逼死了江楓和花月奴，没想到花月奴已經生下一對雙胞胎。憐星不忍見雙胞胎無辜而死，故假裝定下毒計，把一雙孿生兄弟拆散，企圖令親兄弟長大後互相仇殺。邀月宫主抱走了其中一個，又算出燕南天會將另外一個孩子帶走，教他成為第二個「天下第一神劍」，為父母報仇。
燕南天趕到看見義弟被殺大受打擊，怒而殺掉幾個十二星相的人。但卻被獻果神君騙到惡人谷尋找江琴。燕南天入谷後即被惡人們用計打成重殘，而嬰孩則落入十大惡人手中。幸而神醫萬春流以試藥為由救下燕南天，嬰兒則被一心要培養成天下最大惡人的十大惡人撫養。十餘年後，孿生子長大成人，花無缺在移花宫中被邀月授予超卓武功，而小魚兒則在惡人谷中長大，從十大惡人中的「血手」杜殺、「不吃人頭」李大嘴、「不男不女」屠嬌嬌、「半人半鬼」陰九幽、「笑裡藏刀」哈哈兒身上學得詭計多端。
移花宮主知道燕南天在惡人谷受了重傷變成痴呆。恐防小魚兒不知道自己的身世，於是闖入惡人谷透露他的殺父仇人就是移花宮主，並告訴他燕南天的處境，著他到移花宮尋仇。小魚兒大受打擊但卻想得很開，一直沒有去移花宮尋仇。移花宮主等得不耐煩，吩咐花無缺到江湖上殺他。小魚兒因捉弄惡人谷中人被「請」出惡人谷。
出谷后，小魚兒遇到「小仙女」張菁和铁心兰。張菁为了拿到传说中燕南天的藏宝图，追踪女扮男装的铁心兰。小鱼儿助铁心兰躲避张菁追杀，在逃至慕容山庄之时，被慕容九关在冰窖中。后十二星相将其救出，与之一起去峨眉山寻宝。
他們在峨嵋山和花無缺不期而遇。花無缺奉命要殺死小魚兒，但被小魚兒逃下懸崖。机缘巧合之下，他被十大恶人中的萧咪咪带入地宫，并遇到江玉郎。两人找到了地宫中的武功绝学五绝神功。出逃时，萧咪咪用“情锁”将两人锁住。小鱼儿怀疑江玉郎及其父与藏宝图有联系，假借“情锁”之名一路同行。来到江玉郎家，遇到其父江别鹤。小鱼儿使用绝学打开“情锁”，发现了江别鹤假仁假义的真面目。
小鱼儿再遇前来刺杀江别鹤的铁心兰以及花无缺。花无缺为遵从师命坚持杀小鱼儿。铁心兰扔刀保护小鱼儿未果，用自身性命要求小鱼儿离开。小鱼儿遂逃脱，藏身戏班“海家班”，四处漂泊。小鱼儿暗地里勤练五绝神功，武功突飞猛进。
小鱼儿在藏身四海春饭馆时，意外撞见“三湘镖局”和“两河镖局”中毒事件，并在追踪过程中撞破了江别鹤和江玉郎抢夺段合肥镖银并铲除大侠铁无双的阴谋计划。小鱼儿虽然识破计谋，但未能在众人面前揭开真相，反被江氏父子诬陷。致使铁无双含冤而死。看到花无缺战赢慕容姐妹后，小鱼儿主动现身与花无缺约定三个月后决斗。
小鱼儿离开后，花无缺和铁心兰偶遇假扮燕南天的路仲远。为替江枫夫妇报仇，路仲远与花无缺决斗，用剑气震晕花无缺。小鱼儿出手阻止路仲远杀花无缺，并与路仲远相认。救起花无缺后，两人惺惺相惜，成为知己。铜先生制住江小鱼后，花无缺因三月之约拒绝立即杀死他，并答应替其赴路仲远之约。
小鱼儿被铜先生掳至离宫，宫女铁萍姑助其出逃。两人在出口处遇到花无缺，铁萍姑溜走。小鱼儿则与花无缺同行，去见路仲远，却看到路仲远已被江玉郎杀害。二人埋葬路仲远后，小鱼儿独自一人去龟山找魏无牙替恶人们寻宝，被魏无牙用机关重伤。魏无牙义女苏樱对其一见倾心，将其救起并关住。
小鱼儿被前来套取移花接玉秘密的魏麻衣放出，以要挟苏樱说出秘密。十大恶人赶到，救下小鱼儿。因得知花无缺此时被白山君夫妇趁机掳走，小鱼儿狂奔离去。江玉郎以花无缺为要挟，让小鱼儿服下“女儿红”毒药。小鱼儿假意服下，并在江玉郎企图害他之时跳下山洞。苏樱以为小鱼儿已死，亦从洞口跳入，被小鱼儿救起。
重遇花无缺，两人决斗，小鱼儿佯装中毒，决斗暂停。几人一起去老鼠洞找江玉郎要解药。小鱼儿与邀月、怜星和苏樱被困老鼠洞，众人一起逼魏无牙现身。魏无牙死后洞口封死，四人一同被困等死，后小鱼儿靠老鼠带一行人逃出生天。
决战之时，小鱼儿服下了萬春流的詐死藥，引誘邀月宮主說出詭計和秘密，花無缺和鐵心蘭，小魚兒與蘇櫻，二對佳人終成眷属。

## 改編作品

### 電視劇
由古龍小說改編而成，目前拍攝有七部。
※註：2002年電視劇《絕世雙驕》為《絕代雙驕》衍生版本，是根據原作為主體衍生而出，主要是講述花無缺與小魚兒後代故事。
| 年份     | 1977年                                | 1979年   | 1986年                | 1988年                       | 1999年         | 2004年            | 2020年                           |
| 名稱     | 絕代雙驕                              | 絕代雙驕 | 新絕代雙驕            | 絕代雙驕                     | 絕代雙驕       | 小魚兒與花無缺    | 絕代雙驕                         |
| 電視台   | 臺灣電視公司                          | 無綫電視 | 臺灣電視公司          | 無綫電視                     | 臺灣電視公司   | 亞洲電視 慈文影視 | 愛奇藝                           |
| 地區     | 臺灣                                  | 香港     | 臺灣                  | 香港                         | 臺灣           | 香港              | 中國大陸                         |
| 集數     | 55集                                  | 17集     | 30集                  | 20集                         | 40集           | 45集              | 44集                             |
| 監製     | 古龍                                  | 招振強   | 施桓麟                | 伍潤泉                       | 李國立         | 王晶              | 郭靖宇                           |
| 角色     | 演員                                  | 演員     | 演員                  | 演員                         | 演員           | 演員              | 演員                             |
| 小魚兒   | 夏玲玲 (江小魚，兼飾花月奴)           | 黃元申   | 楊盼盼 (童年：周影奇) | 梁朝偉 (童年：李永豪)        | 林志穎         | 張衞健            | 陳哲遠 (童年：裴文博)            |
| 花無缺   | 江明 (兼飾江楓)                       | 石修     | 黃香蓮 (童年：林鼎峰) | 吳岱融 (童年：李永漢)        | 蘇有朋         | 謝霆鋒            | 胡一天 (兼飾江楓) (童年：魏之皓) |
| 鐵心蘭   | 張璐                                  | 黃杏秀   | 景黛音                | 黎美嫻                       | 陳德容         | 范冰冰            | 梁婧嫻 (童年：呂晨悅)            |
| 張菁     | 葛蕾                                  | 高妙思   | 呂盈瑩                | 劉美娟                       | 李綺虹         | 柏雪 (慕容仙)     | 王禛                             |
| 蘇櫻     | -                                     | 米雪     | 黃慧文                | 謝寧                         | -              | 袁泉              | 梁潔                             |
| 江楓     | 江明                                  | 朱江     | 李道洪                | 苗僑偉                       | 陳俊生         | 黃浩然            | 胡一天                           |
| 花月奴   | 夏玲玲                                | 呂有慧   | 張盈真                | 戚美珍                       | 蕭薔           | 孫菲菲            | 趙櫻子                           |
| 邀月宮主 | 貝蒂                                  | 蘇杏璇   | 張富美                | 陳美琪                       |                | 孔琳              | 毛林林                           |
| 憐星宮主 | 尹寶蓮                                | 溫柳媚   | 張敏敏                | 林漪娸 (兼飾車月國皇后/女王) | 張瑞竹         | 倪景陽            | 孟麗                             |
| 燕南天   | 吳桓                                  | 張沖     | 白英→古錚             | 岳華                         | 林瑞陽         | 吳慶哲            | 鄭斌輝 (兼飾路仲遠)              |
| 慕容九   | 何思敏 (融合原作蘇櫻與慕容九兩個角色) | 陳玉蓮   | 蘇翠玉（桑妮）        | -                            | 侯炳瑩         | -                 | 邵芸                             |
| 江別鶴   | 曹健                                  | 馮粹帆   | 田豐                  | 楊澤霖                       | 王道           | 王伯昭            | 羅嘉良                           |
| 江玉郎   | 井洪                                  | 李國麟   | 鄭平君                | 關禮傑                       | 鄭嘉穎         | 杨雪 (江玉燕)     | 周骏超                           |
| 鐵萍姑   | 趙姿菁→朱慧珍                         | 鄭麗芳   | 邱瑞珍→陳亞蓮         | -                            | 蘇翠玉（桑妮） | -                 | 姜嫄                             |
| 李大嘴   | 崔福生 (李峰)                         | 黃新     | 蘇國梁                | 譚一清                       | 李立群         | 程龍坤            | 李健仁                           |
| 屠嬌嬌   | 沈雪珍 (屠玉嬌)                       | 陳儀馨   | 郝曼麗                | 吳麗珠                       | 葛蕾           | 隋永清            | 徐潔兒                           |
| 陰九幽   | 雷鳴 (陰平)                           | 張武孝   | 宗衛→劉正順           | -                            | -              | 白玉              | 松原                             |
| 杜殺     | 金石 (杜剛)                           | 馬慶生   | 小英哥                | -                            | 吳廷燁         | 孫蛟龍            | 孫蛟龍                           |
| 哈哈兒   | -                                     | 野峰     | 李昆                  | 黃天鐸                       | 陸定裕         | 孫鵬              | 劉蔚森                           |
| 蕭咪咪   | -                                     | 劉雅麗   | 劉德淑                | 吳家麗                       | 蔡佳虹         | -                 | 張璇                             |
| 白開心   | 韓甦 (白雄)                           | 盧大偉   | 洪麟                  | -                            | -              | -                 | 劉威                             |
| 歐陽丁   | -                                     | 黎永強   | 余松照                | -                            | -              | -                 | 閆巍                             |
| 歐陽當   | -                                     | 廖偉雄   | 余松照                | -                            | -              | -                 | 顏茗                             |
| 鐵戰     | -                                     | 鍾志強   | 班鐵翔                | 吳孟達                       | 劉家榮         | -                 | 李耀敬                           |
| 軒轅三光 | 韓江 (軒轅光)                         | 盧海鵬   | 趙舜                  | 黃一飛                       | 樓學賢         | -                 | 晋松                             |
| 黑蜘蛛   | -                                     | 黃允材   | 龍傳人                | -                            | 陳國邦         | -                 | 宋文作                           |
| 魏無牙   | -                                     | 龐焯林   | 汪強                  | 黃允財                       | 張國柱         | -                 | 李明                             |
| 萬春流   | 王宇                                  | 阮兆輝   | 丁仲                  | 孫季卿                       | 劉尚謙         | -                 | 侯長榮                           |

### 電影
- 《玉面俠》：1971年香港邵氏公司，嚴俊導演，由何莉莉飾小鹿兒（小魚兒）、高遠飾章臻（江楓）和華玉春（花無缺）、谷峰飾連嵐煙（燕南天）、潘迎紫飾謝心嬋（鐵心蘭）等主演。
- 《絕代雙驕》：1979年香港邵氏公司，楚原導演，傅聲飾小魚兒，伍衛國飾花無缺，文雪兒飾鐵心蘭，歐陽佩珊飾慕容菁（張菁/慕容九），王戎飾燕南天。[10]
- 《絕代雙驕》：1992年香港永盛電影公司，劉德華飾小魚兒，林青霞飾花無缺，張敏飾移花宮主。[11]

### 廣播劇
- 2010年，日本改編成電台廣播劇《マーベラスツインズ絕代雙驕》。

### 漫畫
- 《絕代雙驕》：1997年香港漫畫，文化傳信出版，何志文編繪，共一百七十七期，每期約三十頁。[12]
- 《絕代雙驕》（マーベラス・ツインズ 絶代双驕）：2009年日本漫畫，角川書店出版，岩城そよご、場景協力：川合章子、人物原案：藤田香。

### 遊戲
宇峻科技
宇峻科技（現改名宇峻奧汀）以原著為本所改編之「新絕代雙驕」系列電腦遊戲，為該公司之出名角色扮演遊戲之一，劇情大多數與原著相仿，但仍有部分變動。
崑崙萬維
《絕代雙驕》由昆侖萬維製作，以U3D技術開發的網頁遊戲。2013年1月29日開啟